# Die wonderlike vreemde ende schone historie van Melusijnen ende van haren geslachten

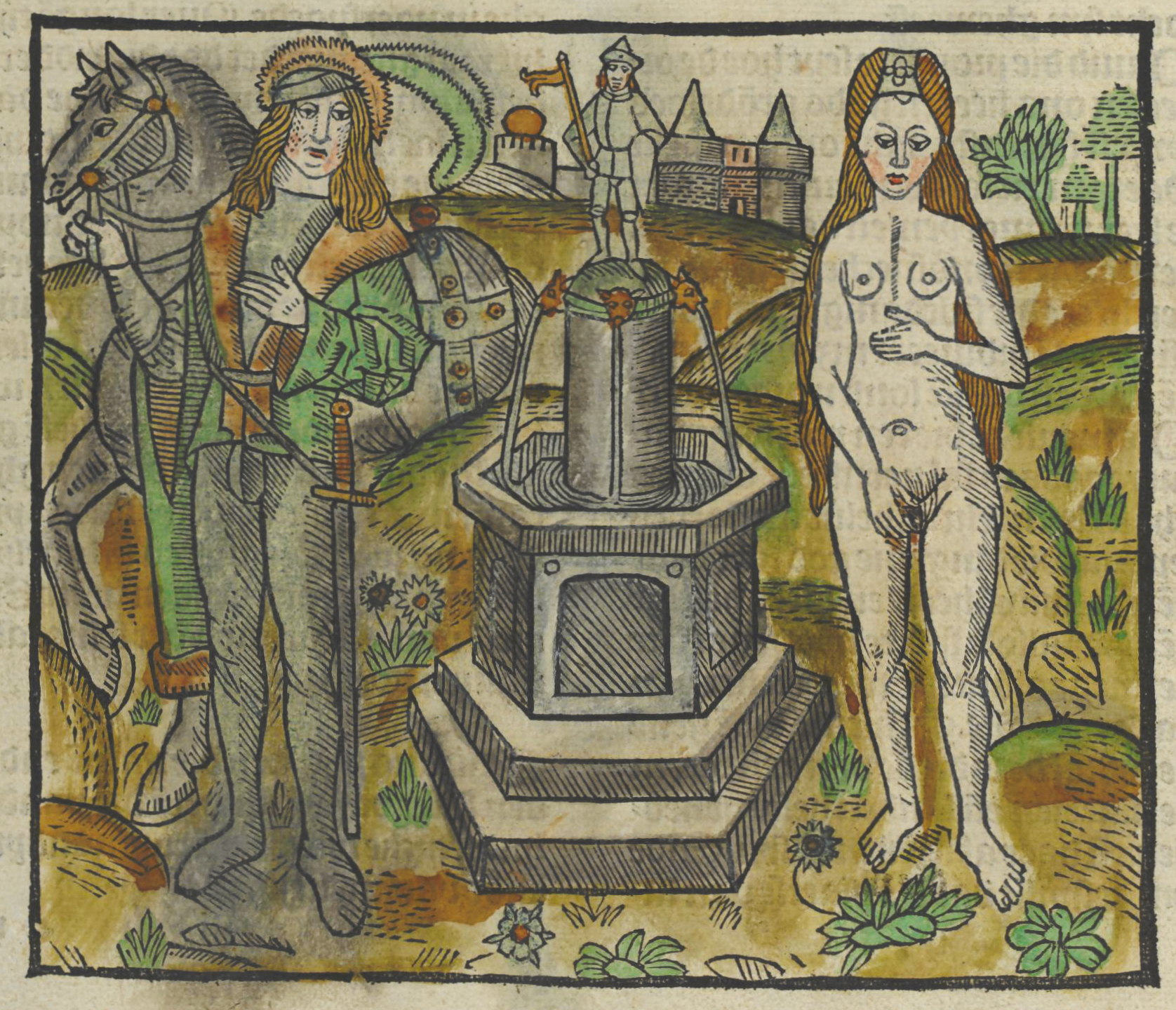
Houtgravure uit de Nederlandstalige incunabel: de ontmoeting van de fee, Mélusine en haar toekomstige echtgenoot, de graaf Raymond. Het grootste deel van de illustraties in dit boek werden speciaal voor deze druk ontworpen

Die wonderlike vreemde ende schone historie van Melusijnen ende van haren geslachten (Frans: Histoire de la belle Mélusine) is een middeleeuws boek dat het verhaal vertelt van de fee Melusine, opgesteld door Jean d'Arras tussen 1392 en 1394, op vraag van hertog Jan van Berry en zijn zus Maria van Frankrijk, hertogin van Bar.

## Vertalingen

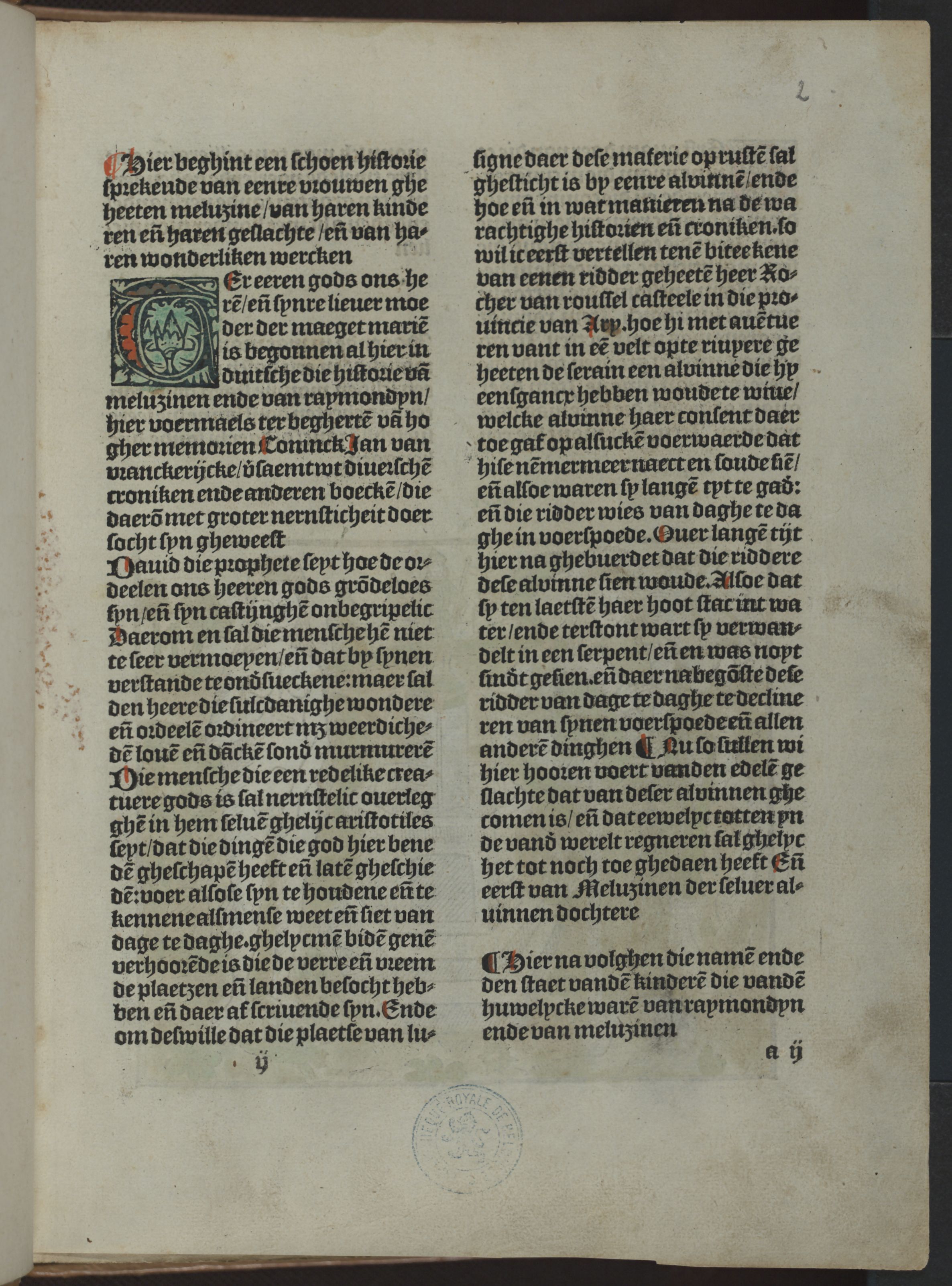
Eerste pagina van de editie in het bezit van de Koninklijke Bibliotheek van België.

Naast de originele versie in het Frans, werd een Nederlandstalige versie Die wonderlike vreemde ende schone historie van Melusijnen ende van haren geslachten gedrukt op 9 februari 1491 door Geraert Leeu uit Antwerpen. Voor de creatie van dit incunabel, gebruikte de drukker een nieuw lettertype «drie-typen-in-één» ontwikkeld door Henric Van Symmen alias «de Lettersteker». Om de investering te rentabiliseren maakt hij gebruik van een nieuwe toepassing van de drukkunst en geeft een «prospectus» uit waarin hij de kwaliteiten van zijn werk belicht, zijnde een nieuwe vertaling, gekleurde illustraties speciaal voor de druk gemaakt in plaats van de gebruikelijke recyclage om de kosten te drukken.. De onderzijde van de prospectus voorziet ruimte waar de boekhandelaar zijn naam en adres kon noteren om zo reclame te maken voor het nieuwe werk. Het enige overgebleven exemplaar van de prospectus bevindt zich in het Deutsches Buch und Schriftmuseum te Leipzig.
Van het werk zijn minstens vijftien verschillende drukken in zeker drie verschillende talen beschikbaar.

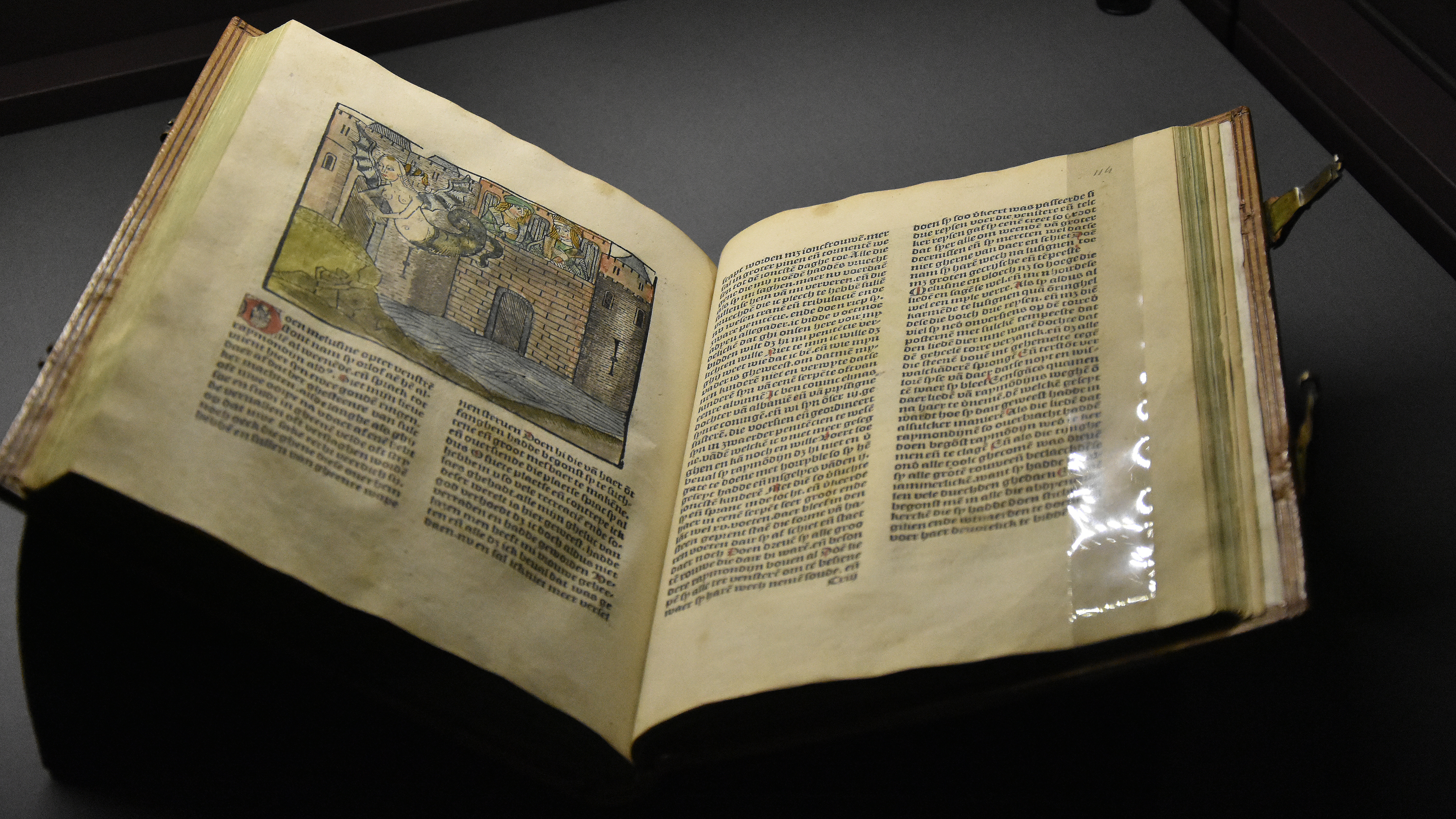
Uit de editie van de Koninklijke Bibliotheek
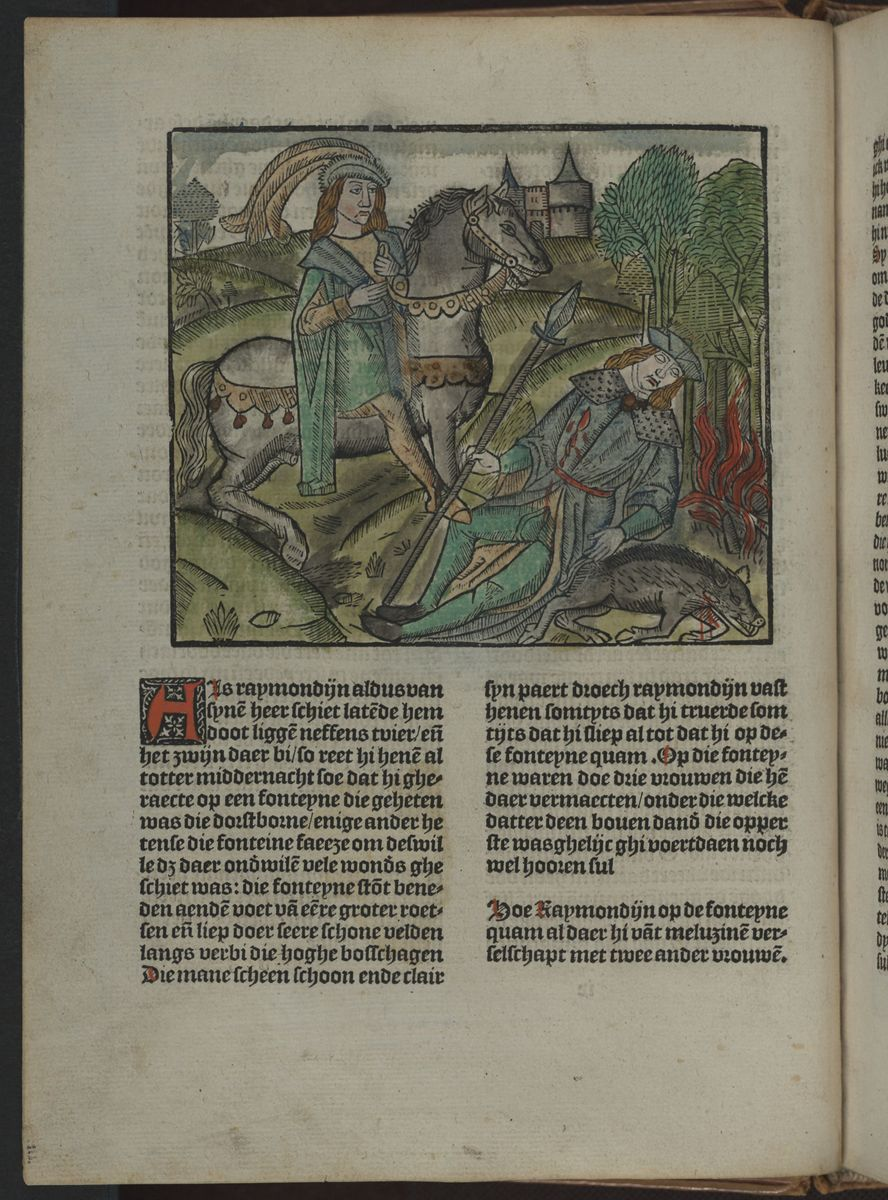
Uit de editie van de Koninklijke Bibliotheek

## Online versies
- Nederlandstalige versie bij de Koninklijke Bibliotheek van België, voorheen in het bezit van bibliofiel Constant-Philippe Serrure (1802-1872)
- Franse versie uit de Bibliotheek van Genève
- Von einer frowen genant Melusina. Gedrukt in Basel door Bernhard Richel rond 1476. o.a. beschikbaar in de Bayerische Staatsbibliothek, München.